# Simona Furger
Simona Furger, geb. Simona Cavallari (* 6. Juni 1992 in Zürich) ist eine ehemalige Schweizer Handballspielerin. Sie spielte für LK Zug und die Schweizer Nationalmannschaft. Mit dem LK Zug gewann sie 2010, 2013, 2014, 2015 und 2021 die Schweizer Meisterschaft. Cavallari gab ihr Debüt in der A-Nationalmannschaft am 4. Juni 2011 in Herisau bei der 28:29-Niederlage im Test-Länderspiel gegen die Slowakei. Nach der Saison 2020/21 beendete sie ihre Karriere.